# エンブリオ (バンド)
エンブリオ（Embryo）は、1969年から活動しているミュンヘン出身の音楽集団である。その結成は、1950年代半ばにクリスチャン・ブッヒャルトとディーター・セルファスが10歳で初めて出会った場所、ホーフの頃にまでさかのぼれる。1970年代の重要なジャーマン・ジャズ・ロック・バンドであり、「クラウトロック・バンドの中で最も折衷的なバンド」とも呼ばれている。

## 略歴
1969年に、マルチ楽器奏者のクリスチャン・ブッヒャルト（ドラム、ヴィブラフォン、サントゥール、キーボード）と、エドガー・ホフマン（サックス、フルート）によってバンドは結成された。これまでに400人以上のミュージシャンがこの集団で演奏したが、チャーリー・マリアーノ、トリロク・グルトゥ、ラメシュ・ショットハム、マーティ・クック、ユーリ・パルフェノフ、アラン・プラスキン、Xizhi Nie、ニック・マッカーシー、モンティ・ウォーターズ、マル・ウォルドロンなどが、さまざまなタイミングで演奏してきた。長年のメンバーは、エドガー・ホフマン（サックス、ヴァイオリン）、ディーター・セルファス（ドラム）、ロマン・ブンカ（ギター、ウード）、ウヴェ・ミュールリッヒ（ベース）、マイケル・ヴェーマイヤー（キーボード）、クリス・カーラー（ギター、ウード、ヴァイオリン、サックス）、ローター・スタール（マリンバ、ドラム）、イェンス・ポルハイト（ベース、フルート）である。
トン・シュタイン・シェルベンとともに、彼らは1976年にドイツで最初の独立レーベル、シュニーボールの創設者となった。
バンドは1979年に、映画『Vagabunden Karawane』に記録されている、バスによるインドへの9か月にわたるツアーを開始した。エンブリオは、ジャジーなクラウトロックから、さまざまなスタイルやトレンドを融合できるワールドミュージック・バンドへと発展した。彼らのアルバムの多くは、4大陸での集団旅行中に生まれた。バンドは、インド（ムンバイ・ジャズ1979）、イングランド（1973年のレディング・フェスティバル）、ナイジェリア（ポート・ハーコート・ジャズ1987）、日本（和歌山1991）など、世界中で数多くのフェスティバルにて演奏した。 2008年7月、エンブリオは「TFFルドルシュタット・フェスティバル」で、ドイツ・ワールドミュージック・アワード・RUTH 2008を受賞した。
1981年、ミュールリッヒとヴェーマイヤーがエンブリオを脱退して「エンブリオズ・ディシデンテン (Embryo's Dissidenten、エンブリオの反体制派)」を結成し、すぐにディシデンテンとなった。
2016年3月にモロッコへと向かう途中、クリスチャン・ブッヒャルトは脳卒中を起こした。それ以来、バンドとともに育ったクリスチャン・ブッヒャルトの娘であるマリャ・ブッヒャルト（ドラム、ヴィブラフォン、ボーカル、トロンボーン、キーボード）がエンブリオを率いている。
2018年1月17日、クリスチャン・ブッヒャルトはミュンヘンで亡くなった。71歳のことだった。

## ディスコグラフィ

### アルバム
- 『オパール』 - Opal (1970年、Ohr)
- 『胎児の復讐』 - Embryo's Rache (1971年、United Artists)
- Father Son and Holy Ghosts (1972年、United Artists)
- 『激昂』 - Steig aus (1973年、Brain) ※『This Is Embryo』としても発売。マル・ウォルドロン参加
- 『ロックセッション』 - Rocksession (1973年、Brain) ※マル・ウォルドロン参加
- We Keep On (1973年、BASF) ※チャーリー・マリアーノ参加
- Surfin (1975年、Buk) ※チャーリー・マリアーノ参加
- Bad Heads and Bad Cats (1976年、April) ※チャーリー・マリアーノ参加
- Live (1977年、April) ※チャーリー・マリアーノ参加
- Apo Calypso (1977年、April) ※トリロク・グルトゥ、ショーバ・グルトゥ 1曲参加
- Embryo's Reise (1979年、Schneeball/Indigo)
- Life (1980年、Schneeball) ※Embryo / Karnataka College of Percussion / Charlie Mariano
- Anthology (1980年、Materiali Sonori) ※コンピレーション。1992年に『Every Day Is Okay』としてCD再発
- La blama sparozzi / Zwischenzonen (1982年、Schneeball)
- Zack Glück (1984年、Materiali Sonori)
- Embryo & Yoruba Dun Dun Orchestra Feat. Muraina Oyelami (1985年、Schneeball)
- Africa (1985年、Materiali Sonori)
- Turn Peace (1989年、Schneeball) ※マル・ウォルドロン参加
- Ibn Battuta (1994年、Schneeball/Indigo) ※マーティ・クック 1曲参加
- Ni Hau (1996年、Schneeball/Indigo) ※Xizhi Nie参加
- Live in Berlin (1998年、Schneeball)
- Istanbul–Casablanca Tour 1998 (1999年、Schneeball/Indigo) ※アラン・プラスキン参加
- Invisible Documents (1999年、Disconforme)
- One Night in Barcelona (Recorded at the Joan Miró Foundation) (2000年、Disconforme) ※ユーリ・パルフェノフ参加
- Live 2000, Vol. 1 (2001年、Schneeball)
- Live 2001, Vol. 2 (2001年、Schneeball)
- 『ブレーメン 1971』 - Bremen 1971 (2003年、Garden of Delights)
- Hallo Mik (2003年、Schneeball/Indigo) ※ライブ
- Embryonnck (2006年、Schneeball/Staubgold/Sound@One) ※with No-Neck Blues Band
- News (2006年、Ultimate)
- Live im Wendland (2007年、Schneeball) ※anti-nuclear solidarity concert 2005 in Gorleben
- For Eva (2007年) ※1967年録音。マル・ウォルドロン参加
- Freedom in Music (2008年) ※X. Nie参加
- Live at Burg Herzberg Festival 2007 (2008年、Trip in Time)
- Wiesbaden 1972 (2008年、Garden of Delights)
- Embryo 40 (2010年、Trikont/Indigo) ※コンピレーション
- Memory Lane, Vols. 1-3 (2011年) ※ダウンロードのみ。マル・ウォルドロン参加
- It Do (2016年、Trikont/Indigo) ※コンピレーション